# Simon Eder
Simon Eder (Zell am See, 23 februari 1983) is een Oostenrijkse biatleet. Hij is de zoon van voormalig biatleet Alfred Eder en staat net als zijn vader bekend als specialist in het snelle schieten. Hij werd in 2002 wereldkampioen junioren op de 15 km individueel.

## Carrière
Simon Eder maakte zijn debuut in de wereldbeker in het seizoen 2002/2003 bij de sprintwedstrijd in Ruhpolding. Hij beëindigde de wedstrijd echter niet. Hij haalde voor het eerst de finish in een wereldbekerwedstrijd in Oslo in 2004, toen hij 66e werd bij de sprintwedstrijd.
Bij de laatste wedstrijd van het seizoen 2008/2009, een massastart, behaalde Eder zijn eerste individuele wereldbekerzege. Hij bleef als enige biatleet foutloos bij het schieten en troefde in Chanty-Mansiejsk zijn landgenoot Dominik Landertinger af. Mede door deze overwinning eindigde Eder dat seizoen ook 4e in het eindklassement van de wereldbeker massastart.
Op de Wereldkampioenschappen biatlon 2009 behaalde hij samen met Daniel Mesotitsch, Dominik Landertinger en Christoph Sumann de zilveren medaille op het estafettenummer. In 2010 kwalificeerde Eder zich een eerste keer voor de Olympische Winterspelen. Opnieuw behaalde het Oostenrijks viertal een zilveren medaille. Daarnaast hij 4e op de achtervolging en 6e in het individuele nummer.
Tijdens het seizoen 2013/2014 eindigde hij 5e in de eindstand van de algemene wereldbeker. In 2014 nam hij opnieuw deel aan de Olympische Winterpspelen. In Sotsji behaalde hij de bronzen medaille op de estafette. Daarnaast behaalde Eder nog 3 top 10-noteringen: 4e op de 20 km individueel, 7e op de 10 km sprint en 8e in de 12,5 km achtervolging.

## Belangrijkste resultaten

### Wereldkampioenschappen junioren
| Jaar | Plaats                     | Resultaten                                                                               |
| ---- | -------------------------- | ---------------------------------------------------------------------------------------- |
| 2002 | Ridnaun-Val Ridanna Italië | 15 km individueel · 35e 10 km sprint · 17e 12,5 km achtervolging · 9e 4x7,5 km estafette |
| 2003 | Kościelisko Polen          | 13e 15 km individueel 18e 10 km sprint 9e 12,5 km achtervolging 9e 4x7,5 km estafette    |
| 2004 | Haute Maurienne Frankrijk  | 4e 15 km individueel · 10 km sprint · 7e 12,5 km achtervolging                           |

### Europese kampioenschappen junioren
| Jaar | Plaats               | Resultaten                                                                               |
| ---- | -------------------- | ---------------------------------------------------------------------------------------- |
| 2002 | Kontiolahti Finland  | 23e 20 km individueel 8e 10 km sprint 4e 12,5 km achtervolging                           |
| 2003 | Forni Avoltri Italië | 18e 15 km individueel · 10 km sprint · 12,5 km achtervolging · 5e 4x7,5 km achtervolging |

### Europese kampioenschappen
| Jaar | Plaats                      | Resultaten                                                            |
| ---- | --------------------------- | --------------------------------------------------------------------- |
| 2004 | Minsk Wit-Rusland           | DNS 20 km individueel 22e 10 km sprint 25e 12,5 km achtervolging      |
| 2005 | Novosibirsk Rusland         | DNS 20 km individueel 21e 10 km individueel 18e 12,5 km achtervolging |
| 2006 | Langdorf-Arbersee Duitsland | DNF 10 km sprint                                                      |

### Olympische Winterspelen
| Jaar | Plaats      | Resultaten |
| ---- | ----------- | --- |
| 2010 | Vancouver   | 4×7,5 km estafette · 4e 12,5 km achtervolging · 6e 20 km individueel · 11e 10 km sprint · 25e 15 km massastart                     |
| 2014 | Sotsji      | 4×7,5 km estafette · 4e 20 km individueel · 7e 10 km sprint · 8e 12,5 km achtervolging · 16e 15 km massastart                      |
| 2018 | Pyeongchang | 4e 4×7,5 km estafette 10e Gemengde estafette 11e 20 km individueel 14e 12,5 km achtervolging 14e 15 km massastart 28e 10 km sprint |
| 2022 | Peking      | 7e 15 km massastart 10e 4×7,5 km estafette 10e Gemengde estafette 18e 10 km sprint 20e 20 km individueel 37e 12,5 km achtervolging |

### Wereldkampioenschappen
| Jaar | Plaats             | Resultaten |
| ---- | ------------------ | --- |
| 2007 | Antholz-Anterselva | 68e 20 km individueel 6e 4x7,5 km estafette |
| 2008 | Östersund          | 20e 20 km individueel 15e 15 km massastart 33e 10 km sprint 23e 12,5 km achtervolging 4e 4x7,5 km estafette                                       |
| 2009 | Pyeongchang        | 8e 15 km massastart · 8e 10 km sprint · 14e 12,5 km achtervolging · 4x7,5 km estafette                                                            |
| 2011 | Chanty-Mansiejsk   | 9e 4x7,5 km estafette 9e 15 km massastart 14e 12,5 km achtervolging 17e 20 km individueel 17e 10 km sprint                                        |
| 2012 | Ruhpolding         | 5e 4x7,5 km estafette 23e 20 km individueel 34e 12,5 km achtervolging 46e 10 km sprint                                                            |
| 2013 | Nové Město         | 5e 4x7,5 km estafette 10e 10 km sprint 12e 12,5 km achtervolging 18e 15 km massastart 42e 20 km individueel                                       |
| 2015 | Kontiolahti        | 5e 4x7,5 km estafette 12e 12,5 km achtervolging 19e 15 km massastart 20e 20 km individueel 46e 10 km sprint                                       |
| 2016 | Oslo               | 5e 2x 6 km & 2x 7,5 km gemengde estafette · 27e 10 km sprint · 16e 12,5 km achtervolging · 20 km individueel                                      |
| 2017 | Hochfilzen         | 12e 20 km individueel · 22e 10 km sprint · 12e 12,5 km achtervolging · 15 km massastart · 9e gemengde estafette · 4×7,5 km estafette              |
| 2019 | Östersund          | DNF 20 km individueel 15e 10 km sprint 10e 12,5 km achtervolging 7e 15 km massastart 8e 4×7,5 km estafette 8e sigles gemengde estafette           |
| 2020 | Antholz            | 40e 20 km individueel 37e 10 km sprint 12e 12,5 km achtervolging 6e 4×7,5 km estafette 6e sigles gemengde estafette                               |
| 2021 | Pokljuka           | 7e 20 km individueel · 15e 10 km sprint · 9e 12,5 km achtervolging · gemengde estafette · 10e 4×7,5 km estafette · 6e sigles gemengde estafette · |
| 2023 | Oberhof            | DNS 20 km individueel 23e 10 km sprint 37e 12,5 km achtervolging 4e gemengde estafette                                                            |

### Wereldbeker

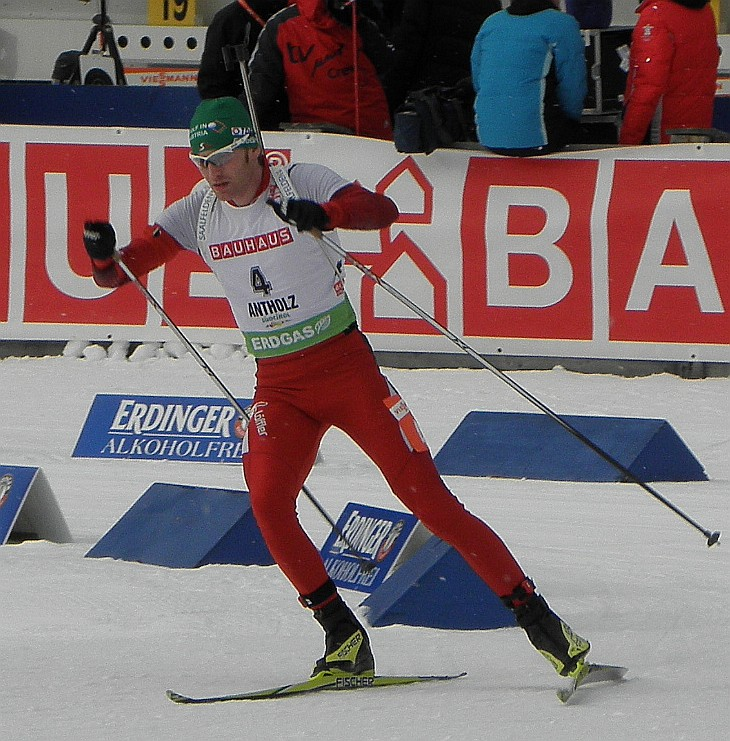
Eder tijdens een wereldbekerwedstrijd in 2010

Eindklasseringen
| Seizoen   | Algemeen | Individueel | Sprint | Achtervolging | Massastart |
| --------- | -------- | ----------- | ------ | ------------- | ---------- |
| 2006/2007 | 68e      | 50e         | 58e    | -             | -          |
| 2007/2008 | 18e      | 7e          | 21e    | 18e           | 18e        |
| 2008/2009 | 12e      | 37e         | 16e    | 6e            | 4e         |
| 2009/2010 | 8e       | 18e         | 11e    | Zilver        | 10e        |
| 2010/2011 | 11e      | 18e         | 12e    | 5e            | 13e        |
| 2011/2012 | 34e      | 10e         | 36e    | 38e           | 49e        |
| 2012/2013 | 11e      | 39e         | 5e     | 12e           | 9e         |
| 2013/2014 | 5e       | Zilver      | 9e     | Zilver        | 25e        |
| 2014/2015 | 15e      | 32e         | 21e    | 18e           | 4e         |
| 2015/2016 | 5e       | 9e          | 5e     | Zilver        | 18e        |
| 2016/2017 | 13e      | 15e         | 8e     | 18e           | 14e        |
| 2017/2018 | 18e      | 23e         | 9e     | 7e            | 15e        |
| 2018/2019 | 8e       | 7e          | 12e    | 9e            | 8e         |
| 2019/2020 | 24e      | 17e         | 40e    | 33e           | 14e        |
| 2020/2021 | 15e      | 7e          | 20e    | 13e           | 7e         |
| 2021/2022 | 15e      | 11e         | 27e    | 18e           | 9e         |
| 2022/2023 | 18e      | 18e         | 23e    | 18e           | 14e        |

Wereldbekerzeges
| Nr.         | Datum            | Plaats           | Onderdeel                 |
| Individueel | Individueel      | Individueel      | Individueel               |
| ----------- | ---------------- | ---------------- | ------------------------- |
| 1.          | 29 maart 2009    | Chanty-Mansiejsk | 15 km massastart          |
| 2.          | 22 maart 2014    | Oslo             | 12,5 km achtervolging     |
| 3.          | 9 januari 2016   | Ruhpolding       | 12,5 km achtervolging     |
| Estafettes  |                  |                  |                           |
| 1.          | 13 december 2009 | Hochfilzen       | 4x7,5 km estafette        |
| 2.          | 12 januari 2014  | Ruhpolding       | 4x7,5 km estafette        |
| 3.          | 12 maart 2017    | Kontiolahti      | Single gemengde estafette |
| 4.          | 26 november 2017 | Östersund        | Single gemengde estafette |